# Alternately Deep
Alternately Deep ist das fünfte Album des britischen Rappers Roots Manuva. Es erschien am 13. März 2006 über das Plattenlabel Big Dada Recordings.

## Titelliste
1. No Love – 3:53
2. Seat Yourself (Miami mix) – 4:00
3. Double Drat – 3:40
4. Nobody's Dancing – 3:58
5. Things We Do – 3:17
6. Check It – 4:15
7. Get U High – 3:24
8. Colossal Insight (Jammer Remix & Revox) – 3:08
9. Mean Street – 5:07
10. Pep My Game – 2:52
11. This World Is Mine (Plan B Studio Version) – 4:15
12. Grown Man – 4:01

## Kritik
Die E-Zine Laut.de bewertete Alternately Deep mit drei von möglichen fünf Punkten. Aus Sicht des Redakteurs Alexander Engelen könne Roots Manuva im Gegensatz zu vielen anderen Künstlern „übrig gebliebene Songs ganz locker auf einen Silberling packen, der dann ohne Beanstandung (fast) als eigenständiges Album“ durchgehe. Bereits nach dem Album Run Come Save Me habe er „einfach ein Jahr später die Dub-Version ‚Dub Come Save Me‘ von selbigem auf den Markt“ gebracht. Alternately Deep stelle ein „Sammelsurium aus ehemaligen Downloadtracks, B-Seiten und unveröffentlichtem Material“ dar. Auf diesem hagele es „Manuva-typische Electro-Dancehall-Hip Hop-Vibes, auf denen der englische Styler seinem hypnotisierend-rauchigen Organ freien Lauf“ lasse. Unabhängig davon ob sich „kratzige Sonargeräusche auf einer abgetretenen Bassline ausbreiten, Atari-Geschosse ein Cembalo zerlegen oder Mister Manuva als britische Alice im Synthieland Schabernack“ treibe, ziehen die Produktionen den „Hörer in ihren Bann.“
In einer Rezension der Internetseite Rap.de wurde Alternately Deep als Album charakterisiert, das zwar „nach häufigerem Hören besser“ werde, jedoch nicht die „magischen Momente der Vorgängeralben“ aufweise. Mit dem Stück No Love fange der „Mann mit der überaus markanten Stimme da [an], wo er bei seinem letzten Album aufgehört“ habe. Im weiteren Verlauf werde „alles etwas zu uneingängig“ und „Produktionen [bieten] etwas zu wenig Abwechslung.“ Grown Man haue den Hörer „schon beim ersten Mal anhören“ um.